# Pseudacteon setosus
Pseudacteon setosus är en tvåvingeart som beskrevs av Ronald Henry Lambert Disney och Mikhailovskaya 2000. Pseudacteon setosus ingår i släktet Pseudacteon och familjen puckelflugor. Inga underarter finns listade i Catalogue of Life.